# Teaneck
Teaneck ist ein Township im Bergen County des Bundesstaats New Jersey in den USA. Das U.S. Census Bureau hat bei der Volkszählung 2020 eine Einwohnerzahl von 41.246 ermittelt.

## Geographie
Nach den Angaben des United States Census Bureaus hat die Stadt eine Gesamtfläche von 16,2 km², davon 15,7 km² Land und 0,5 km² (3,20 %) Wasser.

## Geschichte
Teaneck galt lange als Musterbeispiel für Rassenintegration und multikulturelles Zusammenleben. 1965 wurden dort als erstem Ort der USA durch eine weiße Abstimmungsmehrheit integrierte Schulen eingeführt. Seit Beginn des 21. Jahrhunderts sorgt jedoch der von Teilen der jüdisch-orthodoxen Bevölkerung errichtete Sabbatzaun für Konflikte innerhalb der Stadt. Der deutsche Schauspieler und Regisseur Kai Wiesinger ging diesem Konflikt in seinem 2004 entstandenen Dokumentarfilm Eruv - The Wire nach.
Der National Park Service weist für Teaneck sechs Häuser im National Register of Historic Places (NRHP) aus (Stand 25. Dezember 2018), darunter das Caspar Westervelt House.

### Einwohnerentwicklung
| Jahr | Einwohner¹ |
| ---- | ---------- |
| 1980 | 39.007     |
| 1990 | 37.825     |
| 2000 | 39.260     |
| 2010 | 39.776     |
| 2020 | 41.246     |

¹) 1980–2020: Volkszählungsergebnisse

## Demographie
Nach der Volkszählung von 2000 gibt es 39.260 Menschen, 13.418 Haushalte und 10.076 Familien in der Stadt. Die Bevölkerungsdichte beträgt 2.505,5 Einwohner pro km2. 56,25 % der Bevölkerung sind Weiße, 28,78 % Afroamerikaner, 0,15 % amerikanische Ureinwohner, 7,13 % Asiaten, 0,03 % pazifische Insulaner, 4,16 % anderer Herkunft und 3,51 % Mischlinge. 10,45 % sind Latinos unterschiedlicher Abstammung.
Von den 13.418 Haushalten haben 34,9 % Kinder unter 18 Jahre. 59,3 % davon sind verheiratete, zusammenlebende Paare, 12,3 % sind alleinerziehende Mütter, 24,9 % sind keine Familien, 21,2 % bestehen aus Singlehaushalten und in 10,5 % Menschen sind älter als 65. Die Durchschnittshaushaltsgröße beträgt 2,86, die Durchschnittsfamiliengröße 3,34.
25,8 % der Bevölkerung sind unter 18 Jahre alt, 8,5 % zwischen 18 und 24, 26,1 % zwischen 25 und 44, 25,3 % zwischen 45 und 64, 14,2 % älter als 65. Das Durchschnittsalter beträgt 38 Jahre. Das Verhältnis Frauen zu Männer beträgt 100:89,9, für Menschen älter als 18 Jahre beträgt das Verhältnis 100:84,9.
Das jährliche Durchschnittseinkommen der Haushalte beträgt 74.903 USD, das Durchschnittseinkommen der Familien 84.791 USD. Männer haben ein Durchschnittseinkommen von 53.327 USD, Frauen 40.085 USD. Der Prokopfeinkommen der Stadt beträgt 32.212 USD. 4,2 % der Bevölkerung und 2,4 % der Familien leben unterhalb der Armutsgrenze, davon sind 3,7 % Kinder oder Jugendliche jünger als 18 Jahre und 6,7 % der Menschen sind älter als 65.

## Persönlichkeiten
- Robert Ridgely (1931–1997), Schauspieler und Synchronsprecher
- João José Burke (1935–2006), römisch-katholischer Ordensgeistlicher, Bischof von Miracema do Tocantins
- Ricky Nelson (1940–1985), Schauspieler, Musiker und Singer-Songwriter
- Vince Benedetti (* 1941), Jazzpianist
- Henry Wessel (1942–2018), Fotograf
- Donna Christian-Christensen (* 1945), Politikerin
- David Sklansky (* 1947), Pokerspieler und Autor
- Roger Birnbaum (* 1950), Filmproduzent
- Peter Balakian (* 1951), armenisch-US-amerikanischer Schriftsteller und Wissenschaftler
- Lee Garlington (* 1953), Schauspielerin
- Amy Aquino (* 1957), Schauspielerin
- Beth Beglin (* 1957), Hockeyspielerin
- Joseph Minion (* 1957), Drehbuchautor und Regisseur
- Dana Reeve (1961–2006), Schauspielerin und Sängerin
- Matt Servitto (* 1965), Schauspieler
- Michael Sean Broderick (* 1968), Schauspieler und Synchronsprecher
- Lawrence Sher (* 1970), Kameramann
- Damon Lindelof (* 1973), Drehbuchautor und Filmproduzent
- David West (* 1980), Basketballspieler
- Josh Sussman (* 1983), Schauspieler
- Anna Cmaylo (* 1986), Volleyballspielerin
- Kevin Jonas (* 1987), Musiker und Schauspieler
- Giuseppe Rossi (* 1987), italienisch-US-amerikanischer Fußballspieler
- Christina McHale (* 1992), Tennisspielerin
- Robby Anderson (* 1993), American-Football-Spieler
- Chris O’Neal (* 1994), Schauspieler, Sänger und Komponist